# Svensk Bensinhandel
OSS - Organisationen Sveriges Servicestationer (f.d Svensk Bensinhandel) bildades 1934, består av 900 medlemmar och organiserar de av landets servicestationsinnehavare  som är fria företagare. OSS företräder sina medlemmar i deras tre roller som arbetsgivare, som branschverksamma och som franchisetagare till drivmedelsbolagen.
OSS erhöll en formell förhandlingsrätt gentemot drivmedelsbolagen genom en dom i Marknadsdomstolen 1969. OSS, genom sitt helägda dotterbolag Sveriges Entreprenörer Service AB, utger branschtidningen På Väg som utkommer fyra gånger per år i cirka 7000 exemplar. OSS är även näringslivsrepresentanter i Allmänna Reklamationsnämnden (ARN) och remissinstans för relevanta frågeställningar inom branschen.

## Branschfrågor
Organisationen Sveriges Servicestationer driver ett antal branschfrågor. Dessa utgörs i huvudsak av:
- Stärkt drivmedelsersättning för detaljistledet.
- Undantag i det indirekta besittningsskyddet för små fastighetsägare.
- Nationell branschlösning av sanering vid nedläggningar av bensinstationer.
- Säkerhetsfrågor vad avser rån, inbrott och stöld.
- Glesbygdsfrågor och hållbar försörjning av drivmedel i hela landet.